# Mercedes Llambí
Mercedes Llambí o Mecha Llambí fue una popular cancionista y actriz nacional argentina de amplia trayectoria. Era hermana de la primera actriz Carmen Llambí.

## Carrera
Mercedes Llambí Terraza, conocida artísticamente con el nombre de Mecha Llambí, alcanzó un singular éxito en 1935, tras actuar la popular broadeastíng L V 7, Radio Tucumán.
Hija del actor Ricardo Llambí comenzó en el mundo de la interpretación junto a su hermana Carmen Llambí, quienes trabajaban juntamente con sus padres en los escenarios al aire libre del Parque Oroño en innumerables giras representando, por lo general, obras del repertorio español.
En teatro se lució en varias obras teatrales junto a grandes estrellas de la talla de Virginia Romay, Inés Murray, Chita Foras, María Luisa Fernández, Lea Conti, Alicia Rojas, Chita Dufour, Elsa Angélica Fernández, Pascual Pelliciota, Carlos Bianquet, Antonio Capuano, Miguel Cossa, Héctor Armendáriz, y Jorge Bergoechea, entre muchos otros.
En cine tuvo roles de reparto en algunos films con estrellas de la época de oro de la cinematografía argentina como Amelia Bence, Pedro López Lagar, Antonia Herrero, Tito Alonso, Silvana Roth, Irma Córdoba, Arturo García Buhr, Francisco de Paula, María Rosa Gallo y Guillermo Battaglia. Y con directores como Daniel Tinayre, Lucas Demare, Ernesto Arancibia, Ralph Pappier y  Agustín Navarro.

## Filmografía
- 1947: A sangre fría.
- 1947: Mirad los lirios del campo.
- 1958: La morocha.
- 1956: Después del silencio.
- 1962: Delito.
- 1964: Proceso a la ley.[4]

## Teatro
- ¡Que noche de casamiento! (1951), junto con Fernando Chicharro, Martha Tamar, Amalia Britos, Alberto Soler y Alberto Bacigaluppi.